# Referendo alemão de 1934

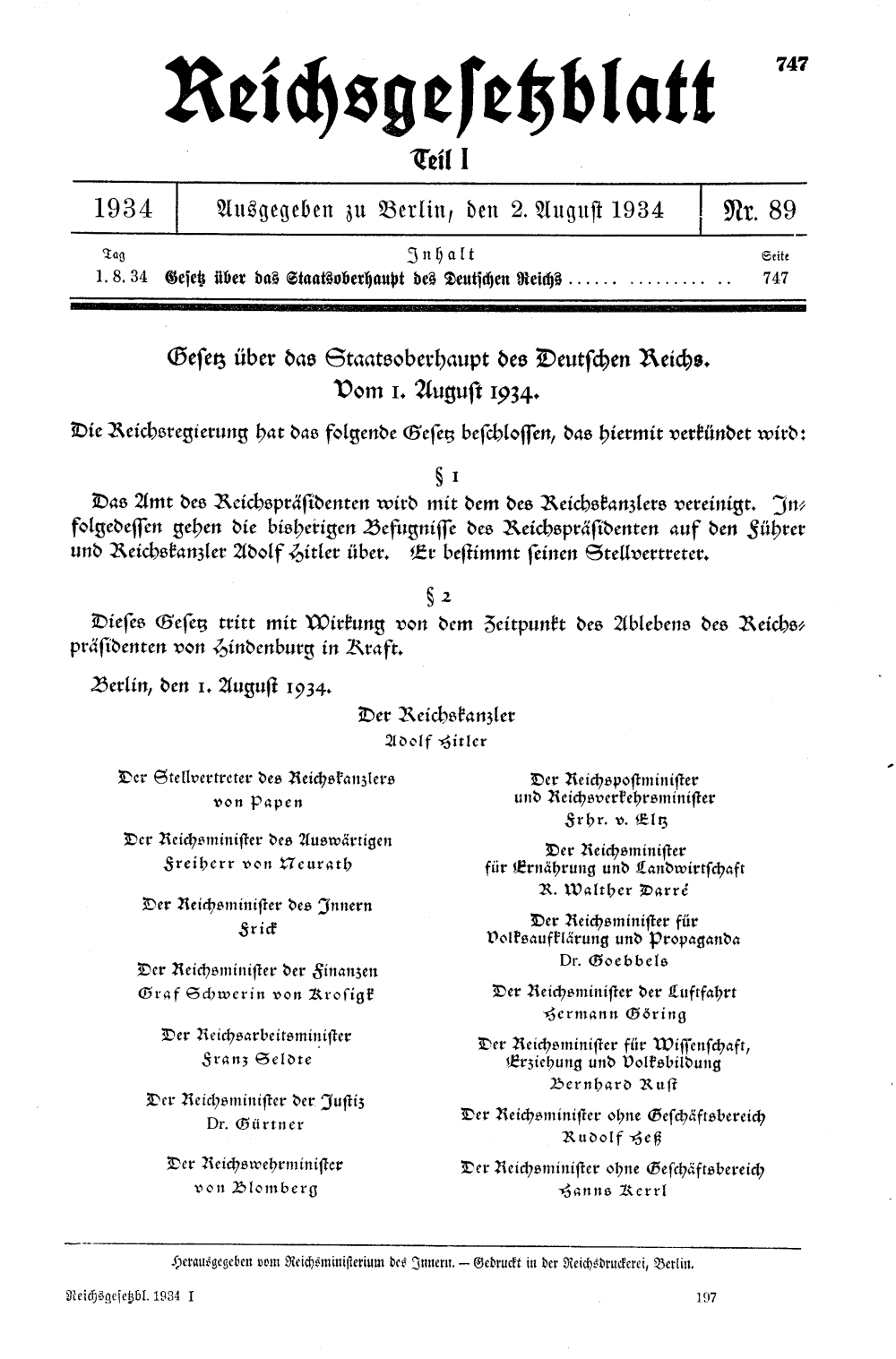
Lei do Terceiro Reich de 1934

Um referendo sobre a fusão dos cargos de chanceler e presidente foi realizado na Alemanha nazista em 19 de agosto de 1934, dezessete dias após a morte do presidente Paul von Hindenburg. A liderança alemã procurou obter aprovação para a assunção do poder supremo por Adolf Hitler. O referendo foi associado à intimidação generalizada dos eleitores, e Hitler usou o grande voto "sim" resultante para reivindicar o apoio público para suas atividades como chefe de estado de fato da Alemanha. Na verdade, ele assumiu esses cargos e poderes imediatamente após a morte de Hindenburg e usou o referendo para legitimar essa mudança e assumir o título Führer und Reichskanzler (Führer e Chanceler do Reich).

## Resultados
Oficialmente, o "sim" venceu facilmente com pouco menos de 90% dos votos. O apoio à fusão dos cargos de presidente e chanceler foi maior na Prússia Oriental, onde os números oficiais mostram que 96% votaram a favor.  O apoio foi menor nos distritos urbanos. Foi menos forte em Hamburgo, onde pouco menos de 80% votaram afirmativamente (20,4% contra). Em Berlim, 18,5% dos votos foram negativos e todos os distritos relataram uma parcela de votos negativos superior a 10%. No antigo reduto comunista de Wedding, pouco menos de 20% votaram contra. O apoio geral ao governo foi menor do que no referendo de 12 de novembro de 1933, quando o governo recebeu o apoio de 95,1% do eleitorado total:  porcentagem da população que votou contra o governo mais do que dobrou.
| Escolha                             | Escolha                            | Votos      | %      |
| ----------------------------------- | ---------------------------------- | ---------- | ------ |
| Durante                             | Durante                            | 38 394 848 | 89,93  |
| Contra                              | Contra                             | 4 300,370  | 10,07  |
| Total                               | Total                              | 42 695 218 | 100,00 |
|                                     |                                    |            |        |
| Votos válidos                       | Votos válidos                      | 42 695 218 | 97,99  |
| Votos inválidos/em branco           | Votos inválidos/em branco          | 873 668    | 2,01   |
| Total de votos                      | Total de votos                     | 43 568 886 | 100,00 |
| Eleitores registrados/participação  | Eleitores registrados/participação | 45 552 059 | 95,65  |
| Fonte: Nohlen & Stöver 2010, p. 770 |                                    |            |        |